# Neudörpen
Neudörpen ist ein Ort und eine ehemalige Gemeinde im Landkreis Emsland in Niedersachsen mit 125 Einwohnern. Bis 1. Januar 1973 war Neudörpen selbstständig und wurde dann der Nachbargemeinde Dörpen angeschlossen, die zugleich Verwaltungssitz der Samtgemeinde Dörpen ist.

## Geografie

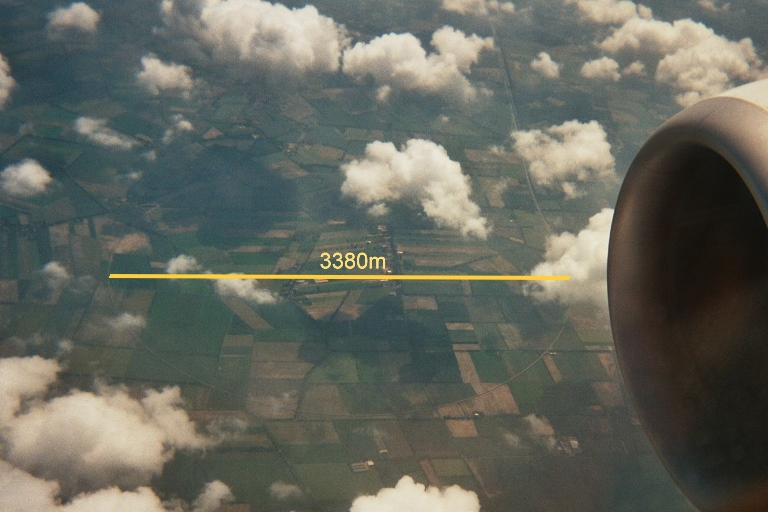
Luftaufnahme der TVE-Nordschleife, Neudörpen ist rechts der Angabe zum Durchmesser zu sehen

Die Gemeinde Neudörpen liegt an der Ems fünf Kilometer östlich der Samtgemeinde Dörpen und etwa dreizehn Kilometer von der niederländischen Grenze entfernt. Die Kreisstadt Meppen im Süden ist etwa 30 km entfernt und die nördlich gelegene Stadt Papenburg etwa 18 km. Neudörpen und seine Moorlandschaft sind überwiegend landwirtschaftlich geprägt. Der gesamte Ort ist von der Nordschleife der Transrapid-Versuchsanlage Emsland umschlossen.

## Gründungsgeschichte Neudörpens
Kurfürst Maximilian Franz gilt als Gründer von Neudörpen. Er war von 1784 bis 1801 der letzte regierende Fürstbischof von Münster. Unter seiner Regierung entstanden 14 „Moorkolonien“, die er im Zuge einer wirtschaftlichen Verbesserung, unter anderem für die Schiffbarkeit auf der Ems, in eine Kette neuer Dörfer einteilte.

## Nachbargemeinden

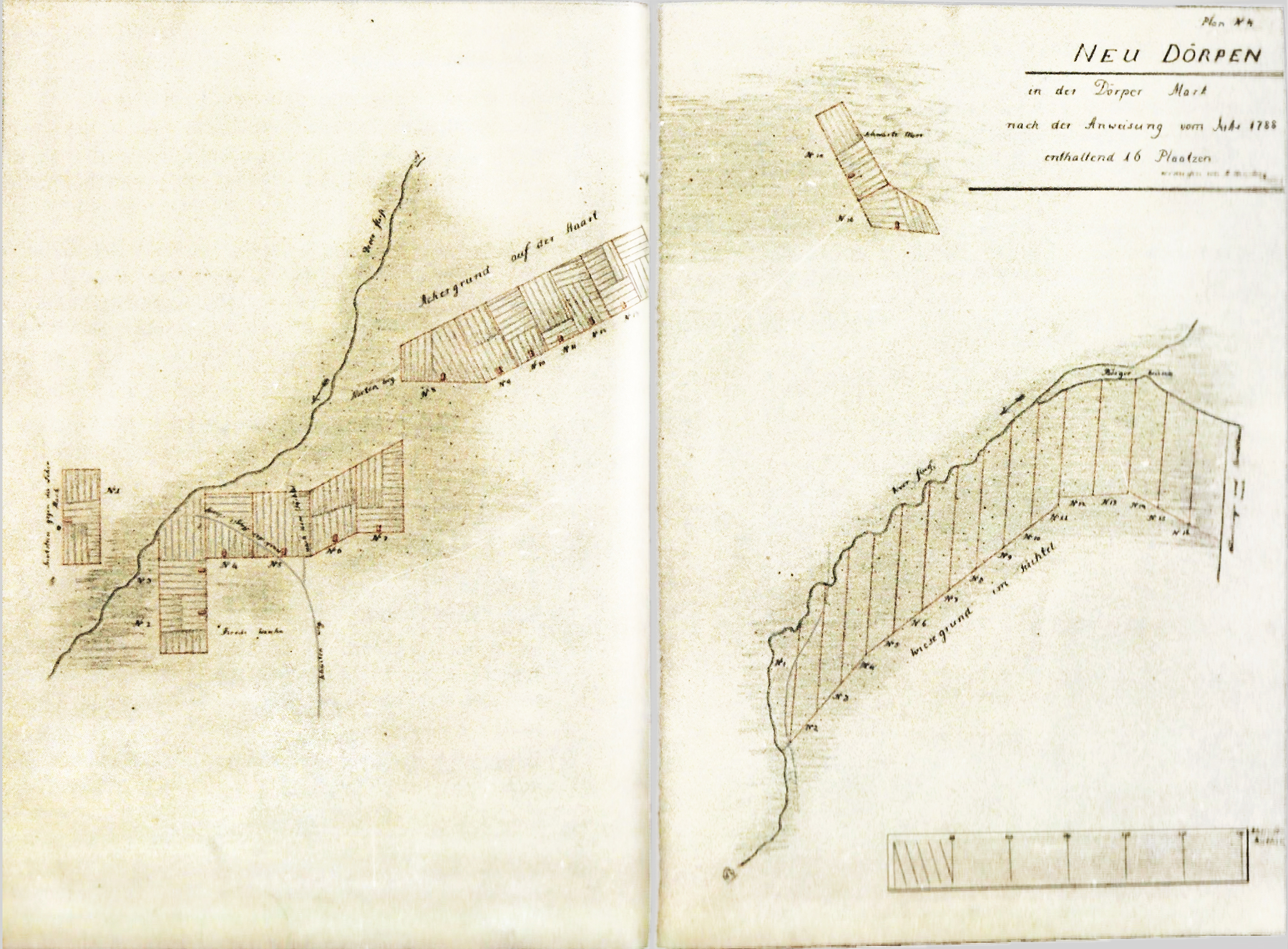
Lageplan enthaltend 16 Plaatzen in der Dörper Mark, 1788

Die 14 Kolonien waren: Neudörpen, Neudersum, Neurhede, Neusustrum, Neulehe, Neubörger, Breddenberg, Neuvrees, Neuarenberg, (Gehlenberg), Twist, Schwartenpohl, Neuversen, Hebelermoor und Rütenbrock.
Das Niederstift Münster betraute den Landesingenieur und Leutnant Johann Hermann Anton Flensberg (1750–1824) mit der Bedeichung der Ems. Im Weiteren leitete er eine Kommission, die sich mit dem Grenzverlauf zu Holland im Bourtanger Moor beschäftigte. Im Zuge dieser Tätigkeit erstellte Leutnant Flensberg einen Plan zur Kultivierung (u. a. Entwässerung) und Kolonialisierung der Moore im Emsland. Das so links und rechts entlang der Ems gewonnene Acker- und Weideland von insgesamt 341 Plaatzen verloste er an Kolonisten, die das Land in Form einer Erbpacht bewirtschaften sollten und dort auch wohnen mussten.
In den Quellen, die im Niedersächsischen Landesarchiv am Standort Osnabrück liegen, sind weitere Einzelheiten und genaue Daten zu finden:
Am 6. Februar 1787 wurde ein Antrag auf Errichtung eines Neubaus (neue Siedlung) gestellt. Am 19. August 1788 erfolgte die Auslosung der Plaatzen an 16 Bewerber. Der Neubau wurde am 17. Juli 1789 genehmigt. 